# فالس دس تيلس
فالس دس تيلس (بالفرنسية: Vals-des-Tilles)‏ هي بلدية تقع في فرنسا في Canton of Auberive. يقدر عدد سكانها بـ 162 نسمة ومساحتها 36.89 كم2 وترتفع عن سطح البحر 380 متر.